# Istid (sportterm)
Istid är en term inom idrotter som utövas på is, företrädesvis ishockey.
Istid är ett mått på hur mycket en enskild utövare spelar, det vill säga tillbringar på isen, i effektiv speltid under en under en match. I vissa ishockeyserier och under vissa ishockeyturneringar förs noggrann statistik på istid (Time on Ice, TOI). Ett byte i ishockey på professionell nivå snittar på mellan 45 och 50 sekunder, och på en och samma match uppnår vissa spelare per lag över 20 minuter total spel-/istid. Termen kan även syfta till nyttjande av ishallar i föreningars hela verksamhet.